# Renzo Akrosie
Renzo Akrosie (Paramaribo, 12 september 1996) is een Surinaams voetballer die speelt als middenvelder voor de Surinaamse club PVV.

## Carrière
Akrosie speelde eerst voor Surinaams National Leger wat de voetbalploeg van het leger is. In het seizoen 2018/19 werd hij met 33 doelpunten in 30 wedstrijden topschutter van de SVB Hoofdklasse. Akrosie speelt sinds 2019 voor Politie Voetbal Vereniging. Hij maakte op 18 augustus 2018 zijn debuut voor Suriname.

## Erelijst
- Topschutter SVB-Eerste Divisie: 2018/19